# Valencia de las Torres
Valencia de las Torres község Spanyolországban, Badajoz tartományban. Valencia de las Torres Campillo de Llerena, Maguilla, Higuera de Llerena, Villagarcía de la Torre, Usagre, Llera és Hornachos községekkel határos. Lakosainak száma 480 fő (2024).

## Népesség
A település népessége az utóbbi években az alábbiak szerint változott:
| Lakosok száma | 831  | 734  | 708  | 687  | 690  | 673  | 623  | 564  | 519  | 480  |
|               | 2001 | 2004 | 2006 | 2009 | 2011 | 2014 | 2016 | 2019 | 2021 | 2024 |